# 5 de 7 amb l'agulla
El 5 de 7 amb l'agulla, també anomenat 5 de 7 amb el pilar al mig, és un castell de 7 pisos d'alçada, 5 persones per pis i que en descarregar-se deixa al descobert un pilar de 5 dins de l'estructura del 3. Aquesta estructura és de forma composta, amb un tres i una torre (o dos) que s'agafa a la rengla del tres, sobre el que es troben dues parelles de dosos i dos aixecadors. L'enxaneta en canvi és únic i ha de traspassar els dos poms de dalt de manera consecutiva amb dues aletes (primer es carrega el tres i després la torre). Un cop aquesta fa les dues aletes l'acotxador del tres baixa sobre les espatlles dels quarts i entra com a enxaneta al pilar. El castell només es considera carregat un cop queda el pilar completament descobert a la pinya.

## Història
El primer cop que es va veure fer a la història del món casteller va ser el 19 d'abril del 2008 a la Bisbal del Penedès, quan el completaren els Castellers de Vilafranca. Aquesta diada es va fer amb motiu de la descoberta de la placa del 3 de 8 amb l'agulla que els vilafranquins havien descarregat l'any anterior, per primer cop en aquella plaça.

## Valoració/Puntuació
És un castell que es va incorporar per primer cop a les taules de puntuació el 2011 pel VIII Concurs de castells Vila de Torredembarra, i l'any següent al XXIV Concurs de castells de Tarragona. En aquell moment es valorava just per damunt del 3 de 7 aixecat per sota, però des del 2014 es valora just per sota d'aquest altre castell.

## Colles

### Assolit
Actualment hi ha deu colles castelleres que han aconseguit carregar el 5 de 7 amb l'agulla, de les quals nou l'han descarregat al primer intent. La taula següent mostra la data, diada i plaça en què les colles el carregaren i/o descarregaren per primera vegada:
| Núm. | Colla                              | Carregat               | Diada                                                                | Plaça                                      | Descarregat            | Diada                                                                | Plaça                                      |
| ---- | ---------------------------------- | ---------------------- | -------------------------------------------------------------------- | ------------------------------------------ | ---------------------- | -------------------------------------------------------------------- | ------------------------------------------ |
| 1    | Castellers de Vilafranca           | 19 d'abril de 2008     | Inauguració de la placa commemorativa del primer 3 de 8 amb l'agulla | Plaça de Sant Jordi, La Bisbal del Penedès | 19 d'abril de 2008     | Inauguració de la placa commemorativa del primer 3 de 8 amb l'agulla | Plaça de Sant Jordi, La Bisbal del Penedès |
| 2    | Nens del Vendrell                  | 15 de novembre de 2009 | Diada de Sant Zacaries                                               | Plaça Vella, El Vendrell                   | 15 de novembre de 2009 | Diada de Sant Zacaries                                               | Plaça Vella, El Vendrell                   |
| 3    | Moixiganguers d'Igualada           | 24 d'octubre de 2010   | XVI Diada dels Moixiganguers d'Igualada                              | Plaça de l'Ajuntament, Igualada            | 24 d'octubre de 2010   | XVI Diada dels Moixiganguers d'Igualada                              | Plaça de l'Ajuntament, Igualada            |
| 4    | Capgrossos de Mataró               | 19 de juny de 2011     | 15 anys 15 castells                                                  | Mataró                                     | 19 de juny de 2011     | 15 anys 15 castells                                                  | Mataró                                     |
| 5    | Tirallongues de Manresa            | 28 de setembre de 2014 | XXV Concurs de castells de Tarragona                                 | Torredembarra                              | 28 de setembre de 2014 | XXV Concurs de castells de Tarragona                                 | Torredembarra                              |
| 6    | Xiquets del Serrallo               | 4 d'octubre de 2014    | XXV Concurs de castells de Tarragona                                 | Tarragona                                  | 19 d'agost de 2016     | Diada de Sant Magí                                                   | Plaça de les Cols, Tarragona               |
| 7    | Colla Castellera Jove de Barcelona | 19 de juny de 2016     | Diada de la Mostra Catalana de Sant Andreu                           | Plaça d'Orfila, Sant Andreu de Palomar     | 19 de juny de 2016     | Diada de la Mostra Catalana de Sant Andreu                           | Plaça d'Orfila, Sant Andreu de Palomar     |
| 8    | Castellers de Sant Pere i Sant Pau | 7 d'agost de 2016      | Festa Major de la Fatarella                                          | Plaça Major, la Fatarella                  | 7 d'agost de 2016      | Festa Major de la Fatarella                                          | Plaça Major, la Fatarella                  |
| 9    | Castellers de Figueres             | 6 de maig de 2018      | Fires i Festes de la Santa Creu                                      | Plaça de l'Ajuntament, Figueres            | 6 de maig de 2018      | Fires i Festes de la Santa Creu                                      | Plaça de l'Ajuntament, Figueres            |
| 10   | Nois de la Torre                   | 2 de setembre de 2018  | Festa Major de Santa Rosalia                                         | Plaça de la Vila, Torredembarra            | 2 de setembre de 2018  | Festa Major de Santa Rosalia                                         | Plaça de la Vila, Torredembarra            |

### No assolit
Actualment hi ha 2 colles castelleres que han intentat el 5 de 7 amb l'agulla, és a dir, que l'han assajat i portat a plaça però que mai no l'han arribat a carregar. En tots els casos el resultat fou d'intent desmuntat. La taula següent mostra la data, diada i plaça en què les colles que l'intentaren per primera vegada:
| Núm. | Colla                    | Intent              | Diada                                        | Plaça                            | Resultat         |
| ---- | ------------------------ | ------------------- | -------------------------------------------- | -------------------------------- | ---------------- |
| 1    | Minyons de l'Arboç       | 6 d'octubre de 2013 | IX Concurs de castells Vila de Torredembarra | plaça del Castell, Torredembarra | Intent desmuntat |
| 2    | Castellers de Cerdanyola | 6 d'octubre de 2018 | XXVII Concurs de castells de Tarragona       | Tarragona                        | Intent desmuntat |